# Husiatyn (obwód chmielnicki)
Husiatyn (ukr. Гусятин) – wieś na Ukrainie, w obwodzie chmielnickim, w rejonie kamienieckim, w hromadzie Zakupne. W 2022 liczyła 900 mieszkańców, 900 wskazało jako ojczysty język ukraiński .